# 陸地 (香港企業家)
陸地，MH，JP（1960年12月3日—）是香港企業家，亦為香港的律師，具有英格蘭及威爾斯、新加坡及澳洲之律師資格。

## 簡歷
陸地博士於上海出生，是已故商人「玩具博士」陸宗霖的長子。1967年畢業於紅磡聖嘉諾學校暨幼稚園（幼稚園部下午校，與藝人陳敏兒為同屆同學），1973年至1980年間就讀華英中學。持有倫敦大學國王學院法律學士學位，並獲該大學頒發院士。相較其父親，陸地在商界及社會上比較活躍：他為和記港陸有限公司前副主席，港陸國際集團有限公司前執行董事及安陸集團有限公司行政總裁 (Lusignan Group Limited CEO)。此外，亦為胡百全律師事務所資深律師，並創立香港工業專業評審局及香港專利師協會。政治方面，陸地與父親同樣擔任多個重要公職，包括為中國人民政治協商會議廣東省委員會常務委員、香港特別行政區策略發展委員會經濟發展及與內地經濟合作委員會委員、太平紳士等，並曾出選工業界的選委位置。

### 政府公職
陸地博士擔任多項政府公職包括中國人民政治協商會議廣東省委員會常務委員(2003-2007)；中華人民共和國香港特別行政區第一﹐二﹐三屆選舉委員會委員；工業貿易諮詢委員會委員(2002-2007)；香港特別行政區策略發展委員會委員(2005-2007)；香港中小企業委員會委員(2009-2013)；太平紳士(30-6-2012)；榮譽勳章(01-7-2021)；特首政策組專家組成員(30-5-2023)。

### 商會公職
陸地博士積極參與工商界活動包括擔任香港工業專業評審局創會主席(1999)；香港青年工業家協會會員(1995)，會長(2003-2004)，榮譽會長(2004)；香港玩具廠商會創會會員(1996)，名譽顧問(2018-2022)；香港工商品牌保護陣線創會主席(2005)；香港專利師協會會長(2010-2026)。

### 專業及學術資格
他除了擁有律師專業資格，也是香港青年工業家獎1995年獲獎者；英國華威大學工業院士(2008-2020)；香港理工大學工程學院客席教授(2013)；澳門城市大學工商管理博士(2009)。香港稅務學會資深會員(1995)；香港工程師學會 Companion(1996)；工業及系統工程師學會資深會員(1997)。

### 其他公職
- 華英中學(1991年-2006年度) 校董會 成員[6]
- 循道中學校董會 成員

### 興趣與嗜好
陸地除了在政府多個委員會擔任公職之外，亦是聖殿騎士團專家，對聖地素有研究：2006年《達文西密碼》電影引起宗教界的一輪風波，他亦因為他的學問而四出為基督徒進行證道的講談。
另一方面，他亦是一位功夫及李小龍迷，曾组建李小龙大联盟及香港振藩截拳道總會﹐亦曾擔任第一屆世界詠春同人大會,香港詠春體育會主席(2004-2006)及永遠名譽顧問。2008年他通過中國武術段位考試﹐獲授與中國武術段位制七段資格(詠春拳)。 2015年他再通過考試﹐獲中國武術協會授與銀龍級八段資格(詠春拳)。
陸地是香港賽馬會會員，曾經擁有馬匹玩具男爵、玩具勇士。

## 外部連結
- 和記港陸
- 香港律師會 Archive.today的存檔，存档日期2012-12-18
- 香港玩具廠商會 （页面存档备份，存于）
- 香港工業專業評審局
- 中華人民共和國香港特別行政區第一屆政府推選委員會委員 （页面存档备份，存于）
- 政協第九屆全國委員會委員
- 香港青年工業家拹會[永久]
- 香港理工大學 （页面存档备份，存于）